# Fredrik Djurling
Fredrik "Djuret" Djurling, född 1981 i Järfälla församling i Sverige, är en svensk tidigare innebandycenter.
Djurling kom in i Järfälla IBKs herrlag till säsongen 1999/2000. Där kom han att ingå i ELD-kedjan. 
Han landslagsdebuterade 2002/2003 och vann VM-guld 2004 samt 2006.
Mellan 2007 och 2011 spelade Djurling för AIK, där han vunnit europacupen två gånger under 2008.
Säsongen 2008/2009 blev Djurling utnämnd till "Årets spelare".
I mars 2011 skrev Djurling på för den schweiziska proffsklubben Floorball Köniz.
Längd/Vikt: 193 cm/89 kilo

Landskamper: 71. VM-guld 2004 och 2006 .